# Вбивство Ісмаїла Ганії

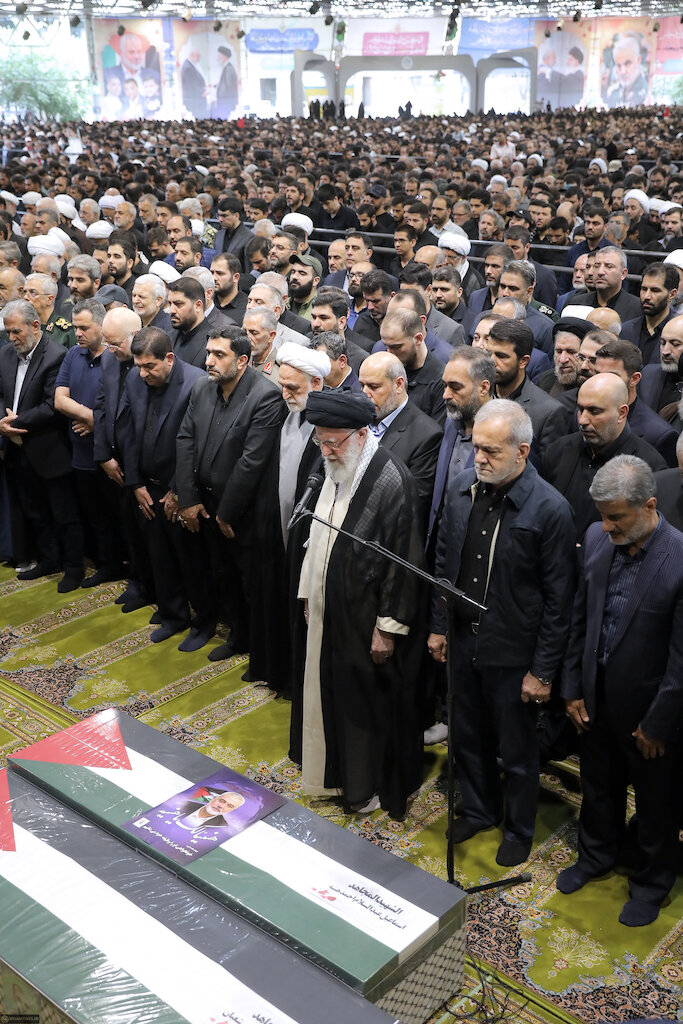
Поховання Ісмаїла Ганії

Вбивство Ісмаїла Ганії — головного ватажка ХАМАСу сталося 31 липня 2024 року в його будинку в Тегерані в Іран під час інавгурації президента Ірану Масуда Пезешкіяна. Ганію та іранського охоронця було вбито.
23 грудня Ізраїль офіційно підтвердив, що ліквідація Ганії була операцією Ізраїлю.

## Передісторія
Ісмаїл Ганія вважався лідером Хамасу з 2017 року, а членом руху був ще з 1980 року. Державний департамент США визнав його терористом у 2018.

## Реакції
Хамас вважає, що його ватажка ліквідував Ізраїль.